# Верхний Сып
Верхний Сып — село в Уинском муниципальном округе Пермского края России.

## История
Известно с 1816 года. До 2019 года входила в состав ныне упразднённого Нижнесыповского сельского поселения Уинского района.

## География
Село находится в юго-восточной части края, в пределах Предуральской возвышенно-всхолмленной равнины, на левом берегу реки Сып, на расстоянии приблизительно 15 километров (по прямой) к северо-западу от села Уинского, административного центра округа. Абсолютная высота — 211 метров над уровнем моря.
Климат
Климат характеризуется как умеренно континентальный, с продолжительной многоснежной холодной зимой и коротким тёплым летом. Средняя многолетняя температура самого холодного месяца (января) составляет −17,1 °С (абсолютный минимум — −50 °С), температура самого тёплого (июля) — 25,2 °С (абсолютный максимум — 38 °С). Среднегодовое количество осадков — 557 мм. Большая их часть (393 мм) выпадает в течение тёплого периода. Снежный покров держится в среднем 170 дней в году.

## Население
| 2010 |
| ---- |
| 409  |

Половой состав
По данным Всероссийской переписи населения 2010 года в половой структуре населения мужчины составляли 47,4 %, женщины — соответственно 52,6 %.
Национальный состав
Согласно результатам переписи 2002 года, в национальной структуре населения татары составляли 97 % из 497 чел.